# Gare de Chauny
Gare de Chauny vasútállomás Franciaországban, Chauny településen.

## Vasútvonalak
Az állomást az alábbi vasútvonalak érintik:
- Creil–Jeumont-vasútvonal
- Ligne d'Anizy-Pinon à Chauny

## Kapcsolódó állomások
A vasútállomáshoz az alábbi állomások vannak a legközelebb:
- Gare de Tergnier
- Gare de Noyon
- Gare d’Appilly
- Gare de Viry-Noureuil